# Cowley (Gloucestershire)
Cowley is een civil parish in het bestuurlijke gebied Cotswold, in het Engelse graafschap Gloucestershire met 337 inwoners.